# Avatar: The Last Airbender (videogioco)
Avatar: The Last Airbender: The Video Game (conosciuto come Avatar: The Legend of Aang in Europa) è un videogioco basato sulla serie televisiva animata omonima. È stato pubblicato per Game Boy Advance, Microsoft Windows, Nintendo GameCube, Nintendo DS, PlayStation 2, PlayStation Portable, Wii e Xbox. Il gioco ha avuto due sequel: Avatar: The Last Airbender - The Burning Earth nel 2007, e Into the Inferno nel 2008.

## Modalità di gioco
Il videogioco Avatar: The Last Airbender consente al giocatore di controllare uno dei quattro personaggi - Aang, Katara, Haru o Sokka - in un'avventura per giocatore singolo. Ogni personaggio usa l'arma del proprio marchio e lo stile di combattimento, ed è in grado di guadagnare nuove abilità speciali grazie all'esperienza acquisita sconfiggendo i nemici. Una varietà di oggetti può aiutare il giocatore con le missioni, o durante la battaglia (armatura, chi, accessori incantati e pozioni curative). Il gioco consente inoltre al giocatore di raccogliere determinate risorse e portarle agli artigiani per creare oggetti speciali. I nemici includono dominatori del fuoco classici, macchine e una varietà di animali dello spettacolo, principalmente il primo libro.
Le versioni console del gioco sono state sviluppate da THQ Studio Australia.

## Personaggi
I principali personaggi giocabili nel videogioco Avatar: The Last Airbender sono Aang, Katara, Sokka e Haru, i primi tre dei quali sono i personaggi principali della serie televisiva su cui si basa il videogioco.
Aang è l'amante del divertimento, di 112 anni, protagonista del videogioco, rimasto congelato in un iceberg per un secolo. È l'incarnazione corrente dell'Avatar, lo spirito del pianeta manifestato in forma umana. Come Avatar, Aang deve dominare tutti e quattro gli elementi per portare la pace nel mondo e ristabilire l'equilibrio tra le quattro nazioni. Ad aiutarlo sono Katara, quattordicenne, l'unica dominatrice dell'acqua rimasta della Tribù dell'Acqua del Sud, e suo fratello Sokka, un guerriero quindicenne della medesima tribù. Haru è un giovane dominatore della terra che aiuta la banda nella loro missione di salvare un amico scomparso. Molti personaggi dello spettacolo appaiono in questo gioco come il principe Zuko, che ha un ruolo secondario nel gioco, che appare solo nelle cutscene; Re Bumi, che appare nel quarto livello.

## Accoglienza
Nonostante le recensioni critiche contrastanti, il gioco ha avuto un grande riscontro a livello commerciale, vendendo oltre un milione di unità in tutto il mondo a febbraio 2007 e diventando il gioco THQ prodotto da Nickelodeon più venduto nel 2006. The Last Airbender ha anche raggiunto i "Greatest Hits" di Sony Computer Entertainment per PlayStation 2 il 19 luglio 2007.

## Sequel
Nel 2007 è stato pubblicato il sequel Avatar: The Last Airbender - The Burning Earth, per Wii, Nintendo DS, Game Boy Advance, PlayStation 2 e Xbox 360, basato sulla seconda stagione della serie.